# Torneo de Brasil 2018
El Brasil Open 2018 fue un torneo de tenis que pertenece a la ATP en la categoría de ATP World Tour 250. Fue la decimoctava edición del torneo y se disputó entre el 26 de febrero y el 4 de marzo de 2018 sobre polvo de ladrillo en el Gimnásio do Ibirapuera en São Paulo (Brasil).

## Distribución de puntos
| Modalidad            | Campeón | Finalista | Semifinales | Cuartos de final | 2ª ronda | 1ª ronda | Clasificados | 2ª ronda de clasificación | 1ª ronda de clasificación |
| Individual masculino | 250     | 165       | 100         | 50               | 25       | 0        | 13           | 7                         | 0                         |
| Dobles masculino     | 250     | 150       | 90          | 45               | 20       | 0        | -            | -                         | -                         |

## Cabezas de serie

### Individuales masculino
| Tenista           | Ranking | Preclasificado |
| Albert Ramos      | 19      | 1              |
| Fabio Fognini     | 21      | 2              |
| Pablo Cuevas      | 33      | 3              |
| Gaël Monfils      | 39      | 4              |
| Leonardo Mayer    | 49      | 5              |
| Guido Pella       | 55      | 6              |
| Tennys Sandgren   | 60      | 7              |
| Federico Delbonis | 63      | 8              |

- Ranking del 19 de febrero de 2018.[2]

### Dobles masculino
| Tenista                          | Ranking | Preclasificado |
| Pablo Cuevas Horacio Zeballos    | 55      | 1              |
| Hans Podlipnik Andrei Vasilevski | 97      | 2              |
| Guillermo Durán Andrés Molteni   | 110     | 4              |
| Wesley Koolhof Artem Sitak       | 120     | 3              |

## Campeones

### Individual masculino
Fabio Fognini venció a  Nicolás Jarry por 1-6, 6-1, 6-4

### Dobles masculino
Federico Delbonis /  Máximo González vencieron a  Wesley Koolhof /  Artem Sitak por 6-4, 6-2